# 11582 Bleuler
11582 Bleuler este un asteroid din centura principală de asteroizi.

## Descriere
11582 Bleuler este un asteroid din centura principală de asteroizi. A fost descoperit pe 10 august 1994 la Observatorul La Silla de Eric Walter Elst. Asteroidul prezintă o orbită caracterizată de o semiaxă mare de 2,87 ua, o excentricitate de 0,01 și o înclinație de 1,0° în raport cu ecliptica.